# Diane Greene
Diane B. Greene (Rochester, 1955) è un'informatica e dirigente d'azienda statunitense.

## Biografia
È nata a Rochester (New York). Suo padre era ingegnere e sua madre insegnante. Ha ricevuto un Bachelor's degree in ingegneria meccanica dall'Università del Vermont nel 1976 ed un master in Architettura navale dal MIT nel 1978. Nel 1988 ha ottenuto un secondo master in informatica dall'University of California, Berkeley.
All'età di 19 ha organizzato il primo Campionato Mondiale di Windsurfing ed ha vinto il campionato nazionale femminile di dinghy nel 1976. È stata ingegnere e manager alla Sybase, alla Tandem Computers ed alla Silicon Graphics, ed anche in qualche startup.
Nel 1998 Diane Greene, Mendel Rosenblum, Scott Devine, Edward Wang e Edouard Bugnion fondarono VMware. Nel 2004 VMware fu acquistata da EMC Corporation. L'8 luglio 2008 è stata sostituita dal consiglio di amministrazione della società come presidente e CEO da Paul Maritz, un veterano di Microsoft in pensione (vi ha lavorato per 14 anni) che gestiva il business del cloud computing nella società madre EMC.
Dall'agosto 2006 all'ottobre 2017 è entrata nel consiglio di amministrazione dell'Intuit.
Il 12 gennaio 2012 Diane Greene è stata nominata membro del consiglio di amministrazione di Google. Ricopre il decimo posto nel consiglio di amministrazione di Google, un posto che era stato ricoperto per l'ultima volta nell'ottobre 2009 da Arthur D. Levinson.
Nell'ottobre 2013, è stata una degli speakers alla scuola per startup di YCombinator, dove ha condiviso dei dettagli riguardanti i primi giorni di VMware. È stata anche un giudice per la prima edizione del Premio della Regina Elisabetta per l'ingegneria tenutasi nel 2013.
Nel novembre 2015 Diane Greene è stata nominata vice presidente senior per il Google cloud business a seguito dell'acquisizione della sua startup Bebop. Nel settembre 2017 sosteneva che Google avesse realizzato oltre 100.000 miglia di cavi in fibra ottica e che la società aggiunga una nuova regione per i data center "circa una volta al mese".
Nel 2017 è stata la vincitrice dell'Abie Award for Technical Leadership indetto da AnitaB.org.
Il 7 febbraio 2018 è stata nominata membro dell'Accademia nazionale statunitense di ingegneria.

### Vita privata
Diane Greene ha conosciuto suo marito, Mendel Rosenblum, mentre era a Berkeley. Ha due figli. Nel 2011 insieme a Rosenblum ha donato 3 milioni di dollari per creare il Marvin Rosenblum Professorship in matematica all'Università della Virginia in onore del padre di Mendel, Marvin Rosenblum, che ha insegnato all'università per 45 anni.
Diane Greene è anche un'abile marinaia e pescatrice di granchi, essendo cresciuta nel Maryland facendo entrambe le cose.